# مونس الاحرار
مونس الاحرار با نام کامل‌تر مونس‌الاحرار فی دقایق‌الاشعار کتابی‌ است از محمد بن بدر جاجرمی به زبان فارسی از اشعار منتخب نزدیک به دویست تن از شاعران فارسی زبان تا سده هشتم. این کتاب که خود نویسنده آن را «مجموعه» خوانده است ۳۰ باب دارد و به ترتیب موضوع گردآوری گردیده است. موضوع بابها، شامل انواع شعر، صنایع ادبی، انواع ادبی و بسیاری موضوعات پراکنده دیگر، مانند مربعات، تشبیهات، مراثی، لغز و معمیات و … است.
در این اثر رباعیات سیزده گانه ای از خیام نقل شده و در پایان کتاب رباعیات فردریش روزن رونویسی و در برلین چاپ شده است.